# Bad Chopper (album)
Bad Chopper è il primo studio album del gruppo musicale punk Bad Chopper, pubblicato il 1º novembre 2007.

## Tracce
1. Real Bad Time – 2:07
2. Sick Of It – 2:47
3. Ain't No Criminal – 3:32
4. Why – 1:42
5. Headshot – 2:28
6. Diabla – 2:54
7. Do It To Me – 2:02
8. Come On Now – 2:46
9. Lucky Girl – 3:00
10. 1965 – 2:42
11. All The Pretty Girls – 2:34
12. Good Enough For Me – 2:34

## Formazione[3]
- C.J. Ramone - basso e voce
- Mark Sheehan - batteria, chitarra e voce d'accompagnamento
- Brian Costanza - chitarra
- Daniel Rey - chitarra
- Walter Lure - chitarra
- John Evicci - batteria (in tour)